# McLean (Texas)
Pour les articles homonymes, voir McLean.
McLean est une ville du comté de Gray, au Texas, aux États-Unis.
En 2010, la population était de 778 habitants. On y trouve un musée, le Devil's Rope Museum.

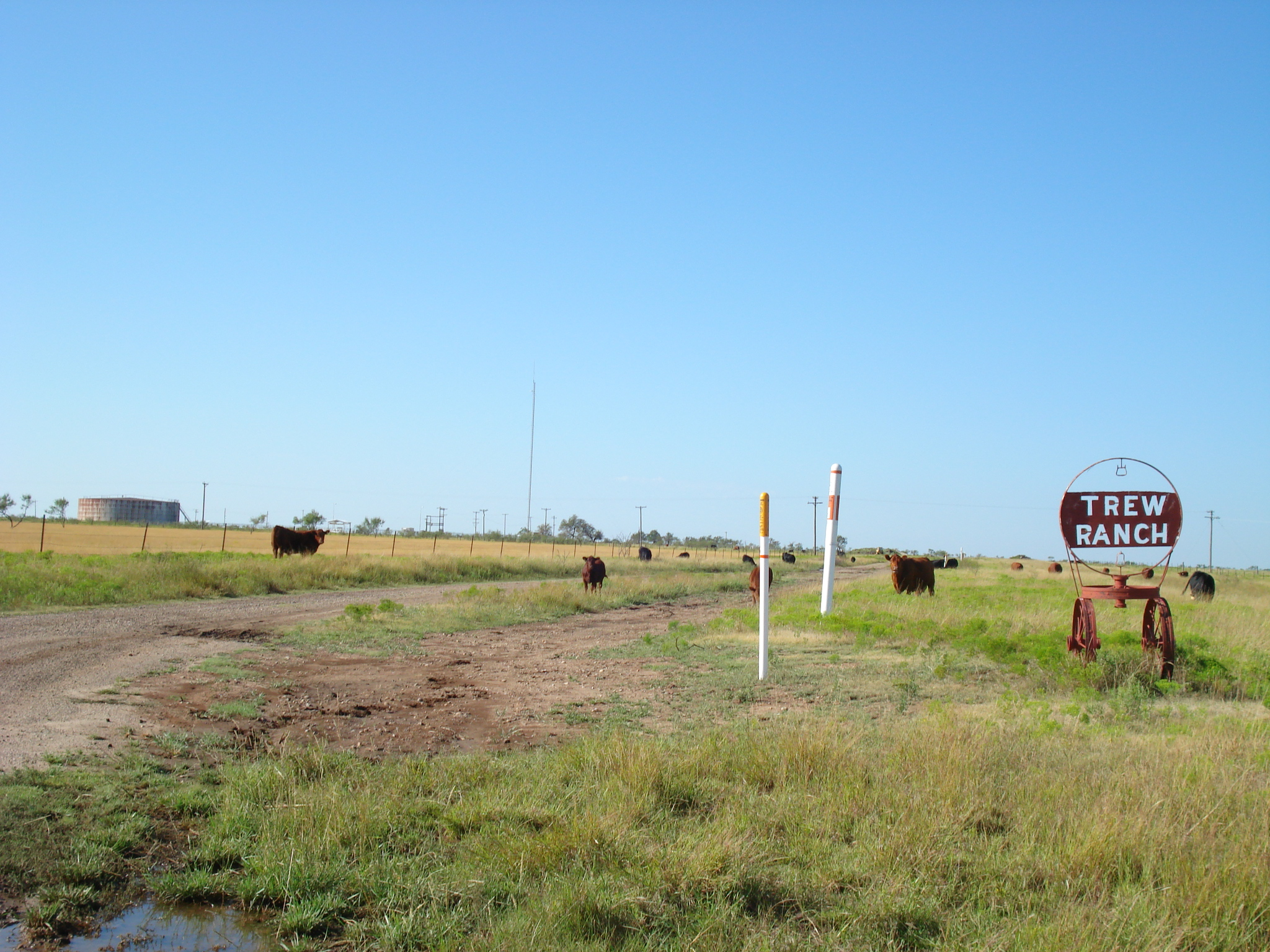
Ranch
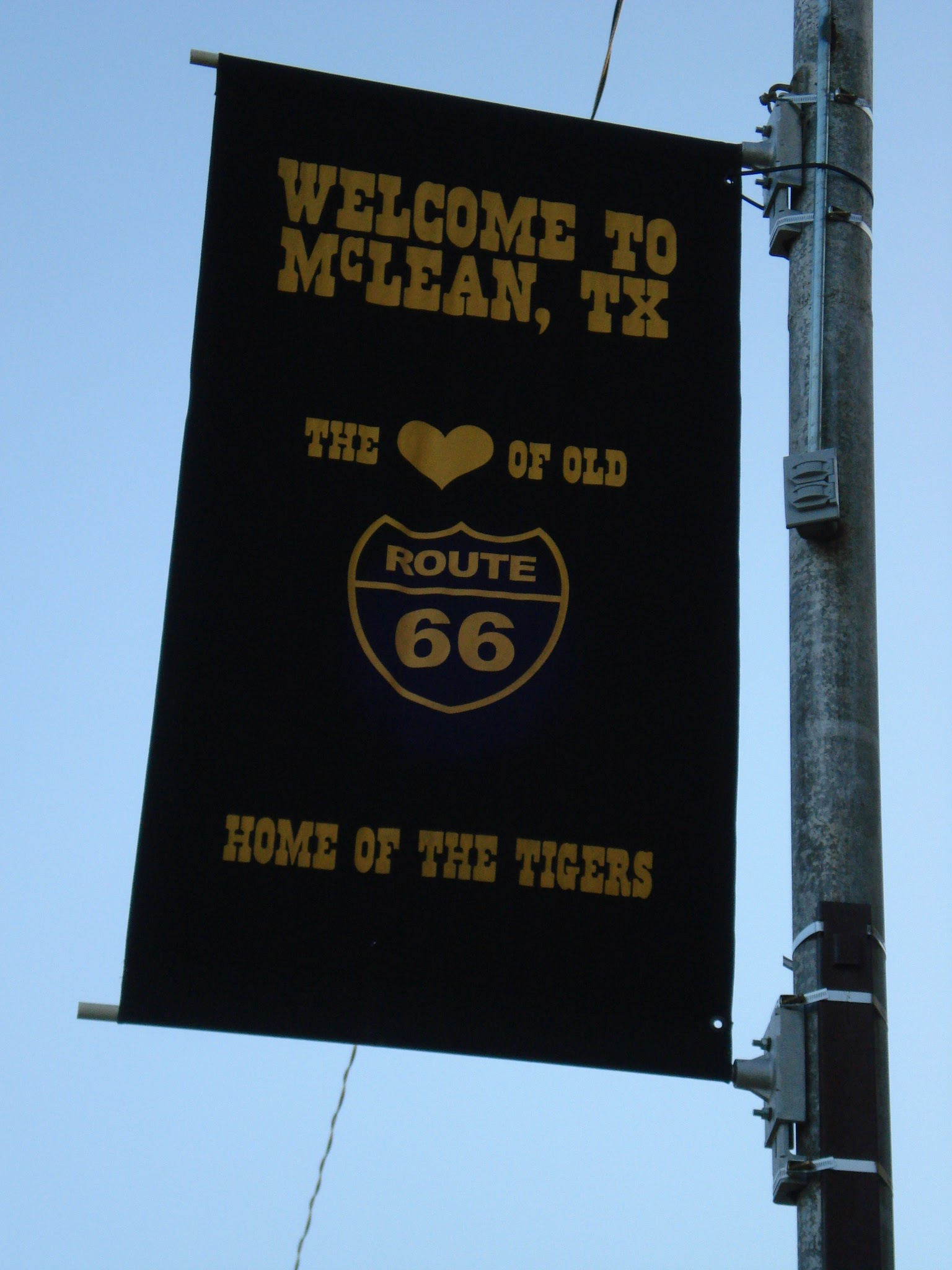
Bannière de bienvenue aux touristes de la Route 66
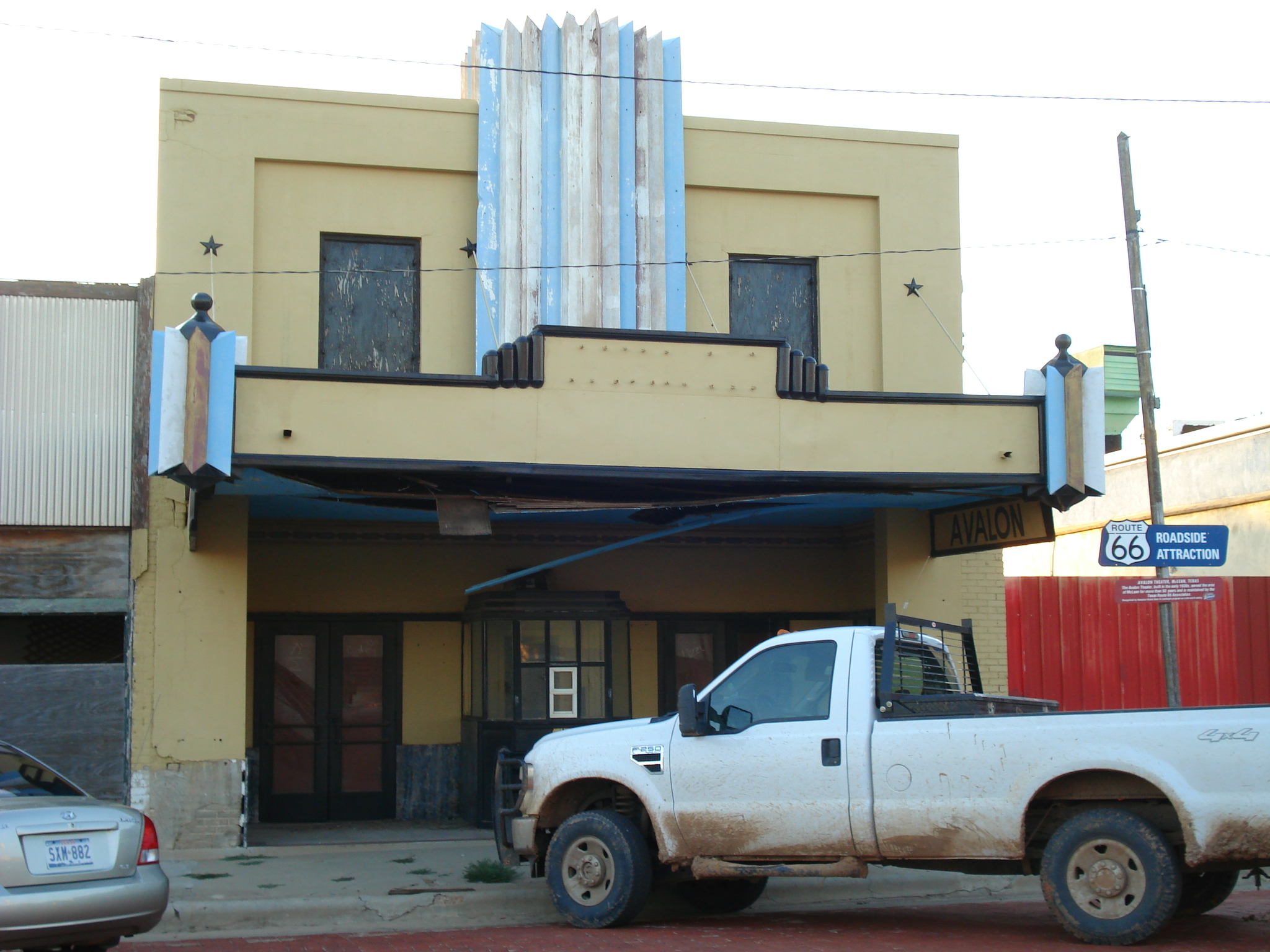
Ancien théâtre Avalon
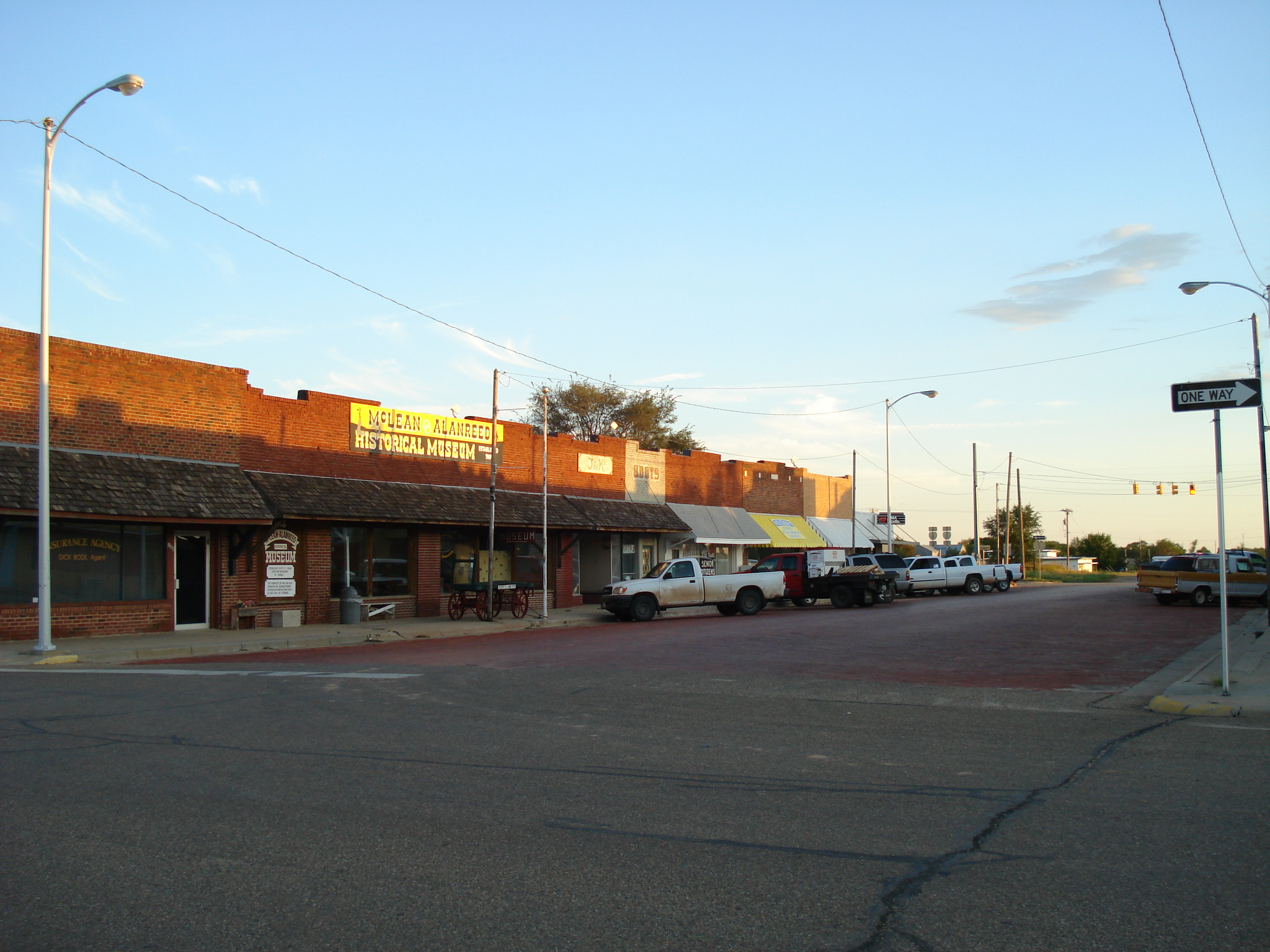
Rue de McLean